# لارگو (فلوریدا)
لارگو (به انگلیسی: Largo) شهری در شهرستان پاینلاس ایالت فلوریدا است که در سال ۱۹۰۵ بنیان‌گذاری شده‌است. این شهر طبق سرشماری سال ۲۰۱۰ میلادی، ۷۷٬۶۴۸ نفر جمعیت داشته و مساحت آن نیز ۴۱٫۸ کیلومتر مربع است.